# لوراند سيلاجي
لوراند سيلاجي (بالرومانية: Loránd Szilágyi)‏ هو لاعب كرة قدم روماني في مركز الدفاع، ولد في 21 سبتمبر 1985 في تارغو موريش في رومانيا. لعب مع نادي بودابست هونفيد ونادي تارغو موريش.

## وصلات خارجية
- لوراند سيلاجي على موقع قاعدة بيانات كرة القدم.إي يو (الإنجليزية)
- لوراند سيلاجي على موقع Soccerway.com (الإنجليزية)